# Carmine Schiavone
Carmine Schiavone (Casal di Principe, 20 luglio 1943 – Viterbo, 22 febbraio 2015) è stato un mafioso e collaboratore di giustizia italiano.
Cugino di Francesco Schiavone, è stato l'amministratore e consigliere del clan dei Casalesi prima, collaboratore di giustizia poi. Le sue dichiarazioni hanno consentito di accertare diverse notizie riguardo sversamenti di rifiuti tossici e pericolosi per la salute umana nella terra dei fuochi in Campania.

## Biografia

### L'iniziazione al crimine
Iniziato a Cosa nostra a Milano da Luciano Liggio nel 1974, venne condannato per la prima volta nel 1964. Nel 1972 viene arrestato per tentata estorsione. Dopo pochi mesi viene assolto e scarcerato e comincia un'attività imprenditoriale con Mario Iovine. Nel 1974 intesse diversi rapporti con membri della predetta organizzazione mafiosa siciliana e nel 1977 viene arrestato per rapina, rimanendo in carcere per 6 anni.

### L'omicidio Bardellino e l'ascesa
Nel 1981 insieme al cugino Francesco Schiavone instaura un sodalizio criminale, venendo battezzato insieme al parente dalla famiglia Riccobono. Il gruppo in quel periodo si schiera contro la Nuova Camorra Organizzata. Terminato il conflitto, Carmine, insieme ad Antonio Iovine, parente di Mario, inizia a entrare nel sistema di appalti e sub-appalti in Campania e nella provincia di Latina ed azzerra le attività di estorsione, furto e spaccio di droga a San Cipriano d'Aversa e Casal di Principe, acquisendo sempre più potere dopo l'omicidio di Antonio Bardellino nel 1988.

### L'arresto e il pentimento
Il 6 luglio 1991 viene arrestato per possesso illegale di armi e il 26 luglio ottiene gli arresti domiciliari. Il 21 novembre viene condannato a 5 anni di carcere per associazione mafiosa e lui si dà latitante. A maggio del 1993 diventa collaboratore di giustizia consentendo il sequestro di beni del clan dal valore di 2.500 miliardi di lire. Nel 2000, racconta la sua vita a Giovanna Montanaro e Francesco Silvestri per il libro "Dalla Mafia allo Stato".
È stato il primo a rendere note con le sue dichiarazioni il traffico e lo smaltimento di rifiuti tossici e radioattivi nella zona della terra dei fuochi affermando nel 2013 di avere parlato delle vicende a una commissione di inchiesta nel 1997 il cui contenuto era ancora coperto da segreto di stato. Tali dichiarazioni furono desecretate nel novembre dello stesso anno, parlando anche di importanti coperture nell'apparato statale e del coinvolgimento di alcuni personaggi della massoneria in Italia, nella persona di Licio Gelli. I rifiuti provenivano in particolare dalla Liguria e dalla Toscana, diretti alle aree agricole che si trovano fra Napoli e Caserta.
Schiavone ha dichiarato anche di aver fatto sì che, per fini elettorali e politici, il deputato Carmine Mensorio si adoperasse per far conseguire la laurea in medicina e chirurgia a diverse persone pur non in possesso di adeguata preparazione. Ha inoltre accusato alcuni esponenti delle forze armate italiane di reticenza e collaborazione con vari soggetti criminali.

### Gli ultimi anni e la morte
Nel 2013 è uscito dal programma di protezione testimoni. In un'intervista al programma Le Iene confessa di aver ucciso personalmente 50 - 70 persone e aver commissionato oltre 500 omicidi. È deceduto il 22 febbraio 2015, in ospedale a Viterbo, a causa di un infarto.

## L'inchiesta sul decesso
Subito dopo la morte, la Procura della Repubblica di Viterbo ha avviato una indagine sul decesso del collaboratore di giustizia - avvenuto per infarto subito dopo un intervento chirurgico alla schiena - dopo la denuncia dei suoi parenti. L'Arma dei Carabinieri ha provveduto al sequestro della cartella clinica e sono stati interrogati diversi medici, per accertare eventuali negligenze. Nel marzo 2015 le indagini vennero tuttavia archiviate poiché non emerse alcuna responsabilità medica nel decesso del collaboratore di giustizia.
Sono stati inoltre sollevati diversi dubbi e ipotesi sul decesso, in particolare per il suo ruolo di pentito e per le dichiarazioni espresse in vita.